# Ранверсман

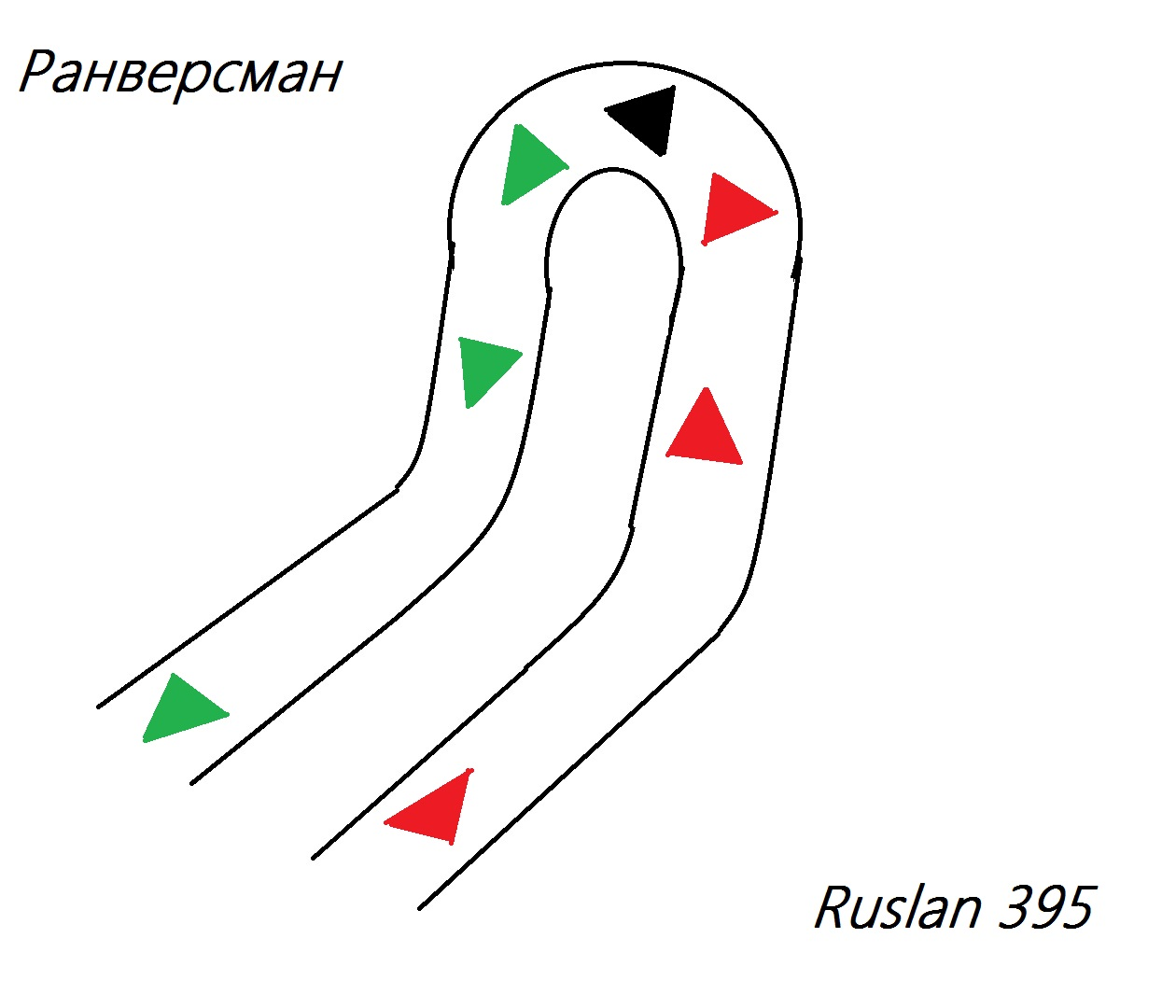
Схема выполнения равенсмана: красные стрелки — начало манёвра, горка, чёрная стрелка — разворот на 180°, зелёные стрелки — выход из разворота, пикирование, завершение манёвра

Ранверсман — фигура высшего пилотажа, представляющая собой поворот на горке, и позволяющая быстро переменить направление полёта, что очень важно во время воздушного боя. Самолет круто задирает нос до потери скорости, затем головная, тяжёлая часть самолета перетягивает и самолёт начинает скользить на крыло с переходом на планирование в направлении полёта, противоположном первоначальному. Таким образом происходит быстрый поворот самолёта на 180° без потери высоты, без поворота вокруг продольной оси и пикирования в направлении, обратном направлению горки.

## Выполнение фигуры
Данная фигура пилотажа состоит из последовательно выполняемых:
- горки,
- pазворота на 180° без поворота вокруг продольной оси,
- пикирования в направлении, обратном направлению горки[2].

Фигура делается примерно так же, как и хаммерхед, но не с зависанием, а с поворотом на горке (фигура пилотажа, когда самолёт набирает высоту с постоянным углом наклона).

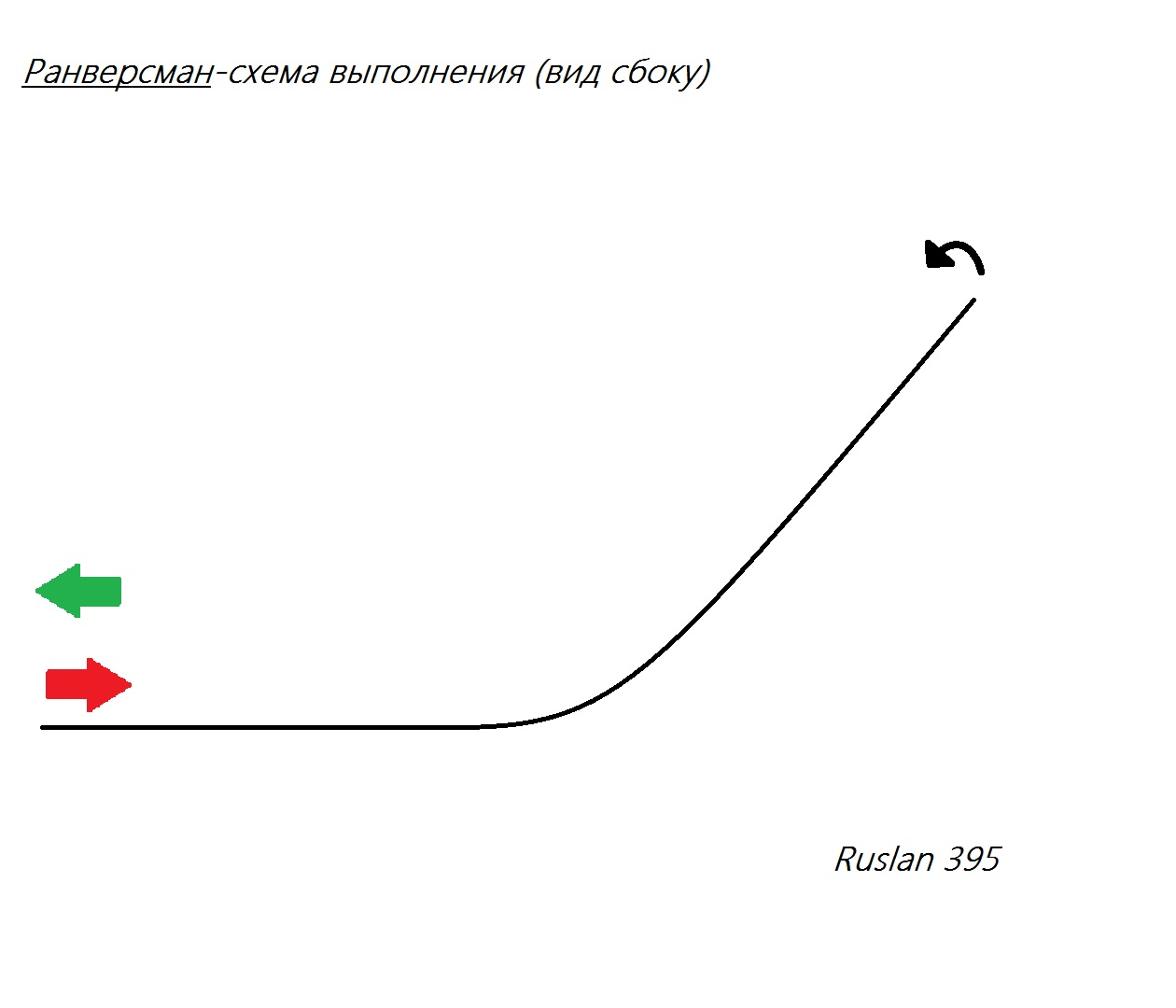
Схема выполнения ранверсмана, вид сбоку. Из схемы видно, что перед выполнением разворота 180° следует подъём на горку

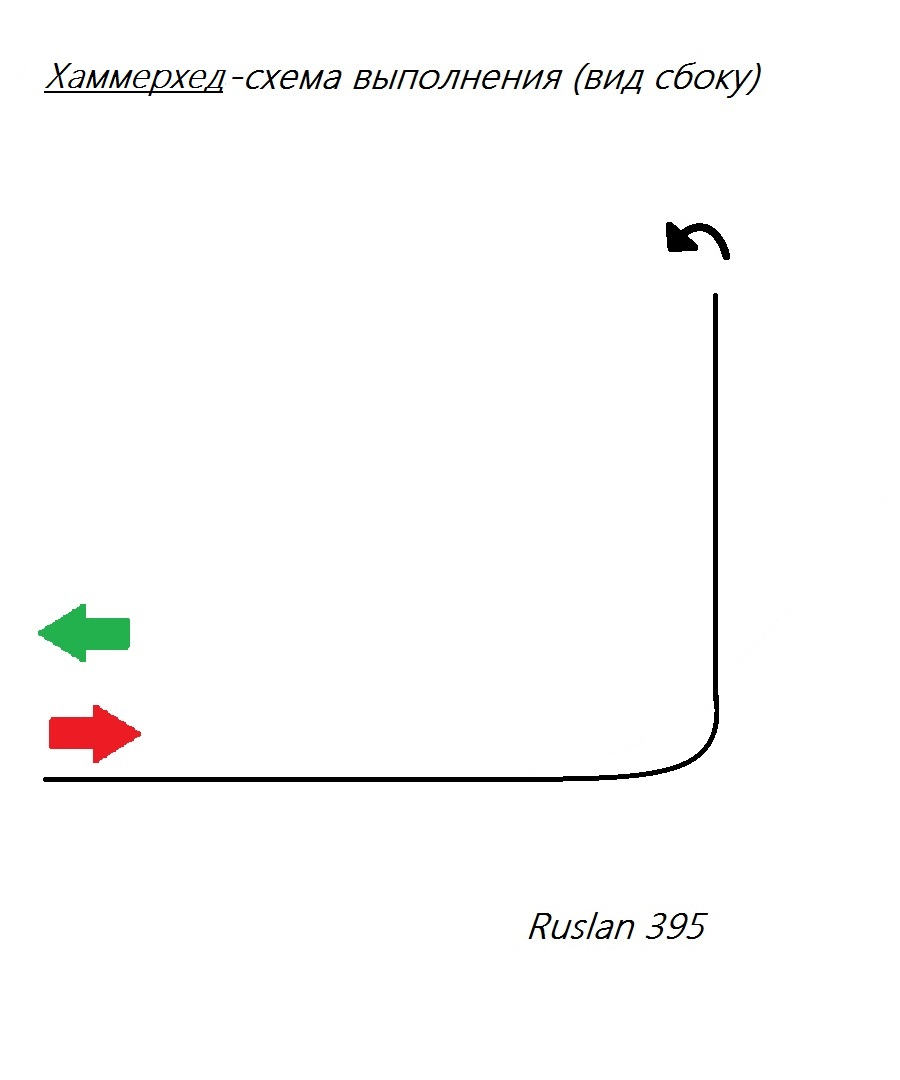
Схема выполнения хаммерхеда, вид сбоку. Из схемы видно, что перед разворотом на 180°, в отличие от ранверсмана, следует вертикальный подъём — (свечка)

## Практическая разница между маневрами ранверсман и хаммерхед
Выполняя ранверсман, самолёт уходит от противника, идущего встречным курсом, не строго вертикально, как при хаммерхеде, а под углом 50—60° — на горку. Ранверсман тактически применить гораздо легче, чем хаммерхед, так как неконтролируемая фаза уменьшена, однако проходимая дистанция гораздо больше, что не позволяет изменить курс настолько быстро, насколько это происходит при хаммерхеде. Таким образом ранверсман, или разворот на горке, будет тактически выгоден в бум-зуме против противника, сохранившего скорость или применившего для ухода из под атаки например бочку.

## Происхождение фигуры и применение
Предположительно опрокидывание (так переводится название фигуры с французского), или же поворот на горке (под этим названием фигура известна в России), появилось в 1930-х гг. Те пилоты, которые могли справиться с этой сложной фигурой, получали преимущество в бою. Ведь применить её можно при атакующих и контратакующих действиях, она позволяет быстро изменить направление полёта без потери высоты. Разворот на горке при умелом применении актуален до настоящего дня, а его вариация в виде «качелей», превратилось в мощное оружие в руках умелого пилота. Разворот на горке можно применять как в атакующих, так и контратакующих действиях. В атакующих целях разворот хорошо подходит при встрече с противником на встречных курсах, идущим на большей высоте с малой скоростью. Разворотом атакующий оказывается чуть выше и позади противника на расстоянии атаки. Здесь важен расчёт времени момента начала выполнения горки, атакующим самолётом. В контратаке приём эффективен при положении противника позади вас и при наличии отрыва от него по дистанции, ведь необходимо время для проведения разворота. А после выполнения разворота атакующий будет идти на противника встречным курсом.